# Bernard le Bovier de Fontenelle

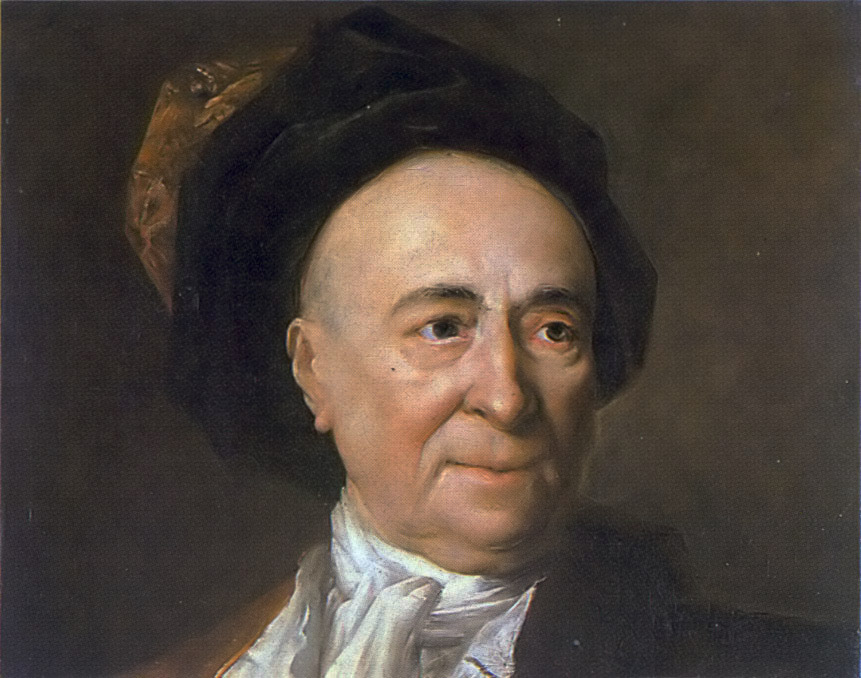
Bernard le Bovier de Fontenelle

Bernard le Bovier de Fontenelle (Rouen, 11 februari 1657- Parijs, 9 januari 1757) was een invloedrijke en veelzijdige Franse "philosophe", libertijn, pedagoog en commentator op de wetenschappelijke revolutie. Hij schreef aanvankelijk tragedies, en pastorale poëzie, maar later brieven. Hij is samen met Pierre Bayle de belangrijkste vroege vertegenwoordiger van de Franse Verlichting. Hij beïnvloedde Voltaire en Diderot.

## Biografie
Fontenelle was de zoon van een advocaat. Zijn moeder was een zuster van Thomas en Pierre Corneille. Na zijn studie aan het jezuïetencollege in zijn geboortestad ging hij naar Parijs. Hier verwierf hij snel faam, ingevoerd door zijn oom Thomas Corneille, als dichter, schrijver van comédies, opera librettist van Bellerophon op muziek gezet door Lully, auteur van romans in briefvorm, en niet in het minst als veelgevraagd salon entertainer. Hij raakte bevriend met Abbé de Saint-Pierre.
In 1683 publiceerde hij zijn Dialogues de Morts, ("Samenspraken der doden") fictieve dialogen tussen de beroemde doden van de oudheid, zoals Socrates, Plato, en meer recentelijk Margaretha van Schotland en Michel de Montaigne.

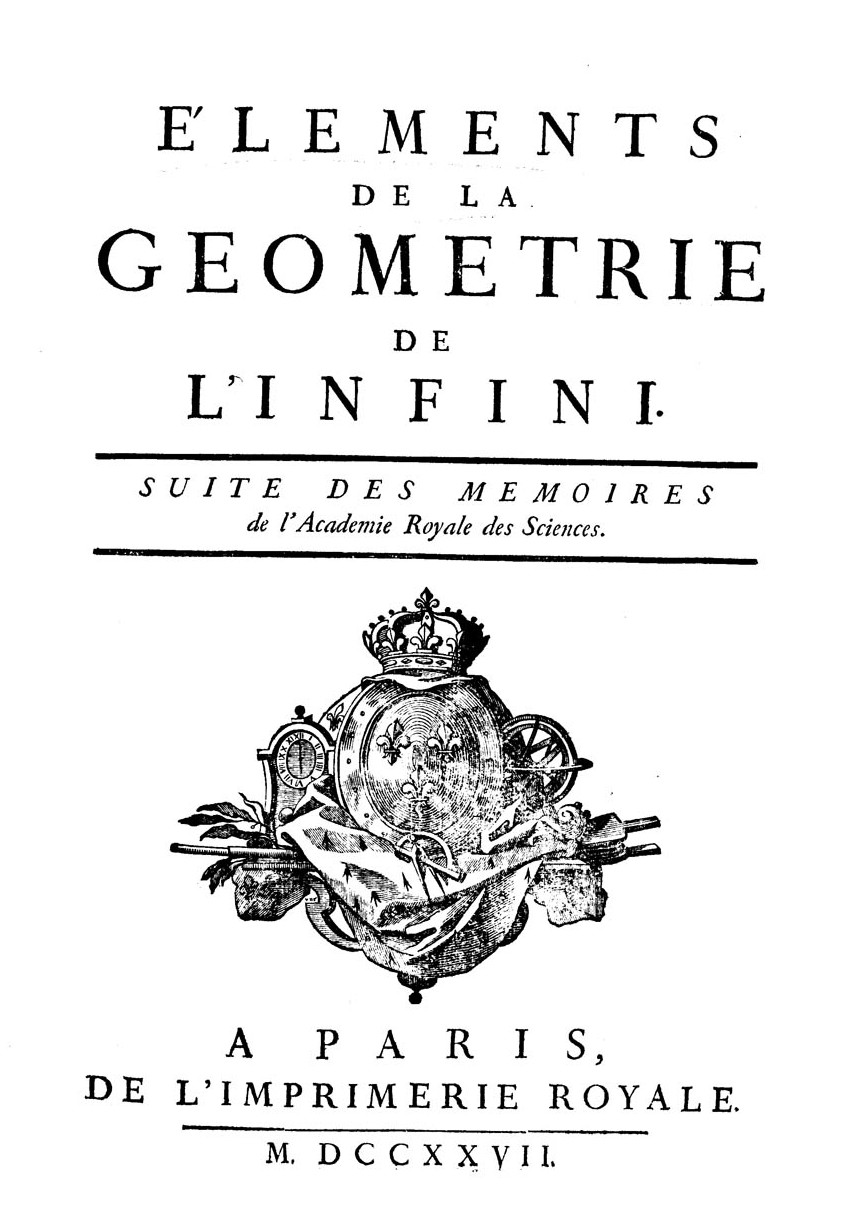
Éléments de la géométrie de l'infini, 1727

In 1686 kwam zijn Entretiens sur la pluralité des mondes (gesprekken over de vele werelden) uit, een reeks van fictieve dialogen, waarin hij vernuftig en galant een goed opgeleide man laat optreden, die gedurende zes avonden, een geïnteresseerde markiezin en haar dochter (en met hen een overwegend een vrouwelijk publiek op het oog hebben) tijdens nachtelijke wandelingen in het park uitleg geeft over de wonderen van de sterrekunde, op basis van Nicolaus Copernicus, Galileo Galilei, Johannes Kepler en Rene Descartes. John Harris (1719) en Francesco Algarotti (1737) werden door het boek beïnvloed en schreven een werk in dezelfde stijl, waarin wetenschap aan een vrouwelijk publiek werd uitgelegd. De Entretiens kenden ook diverse vertalingen, waaronder een Engelse door Aphra Behn (1688) en een Russische door Antiochus Kantemir (1740). In 1804 werd het werk in het Nederlands vertaald als Redenvoering (by wyze van gesprekken,) over verscheide waerelden in ’t geheel-all; op nieuw uit het Fransch vertaald, en met aanmerkingen verrykt van Johann Christoph Gottsched; en vermeerderd met eene verhandeling over Gods bestaan, door de beschouwinge der dieren en maane door van Fontenelle en Gottsched.
In 1687 verhuisde Fontenelle definitief naar Parijs en kwam hij met zijn Histoire des oracles, schijnbaar om de geloofwaardigheid van orakels te bestrijden, maar ook gericht op de christelijke dogmas en wonderen. "Hij voerde uit de klassieke literatuur overtuigende bewijzen aan dat alle waarzeggerij, zwarte kunst en talloze andere vormen van magie in de oudheid zwendel waren dat de voorspellingen niets anders waren dan leugen en bedrog". Het boek is volgens Jonathan Israel "een mijlpaal van de Vroege Verlichting". Fontenelle beschreef niets nieuws, volgens het voorwoord had hij alles ontleend aan de doopsgezinde Haarlemse arts Anthonie van Dale (1638-1708).
Dezelfde methode gebruikte hij Digressions sur les anciens et les modernes (1688) dat betrekking had op de heftige strijd die destijds gevoerd werd tussen voor- en tegenstanders van de Klassieke Oudheid. Zijn conclusie was dat de klassieken kon worden evenaard op het gebied van kunst, maar werden overtroffen op het gebied van wetenschap.

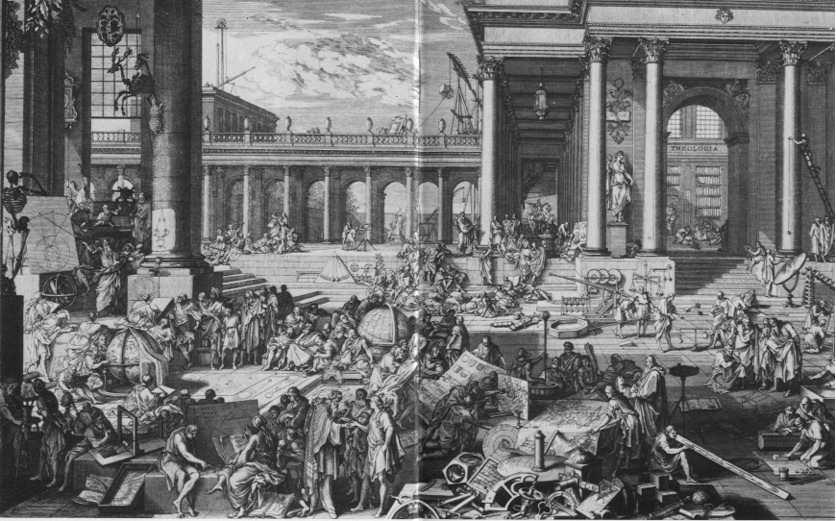
Académie des Sciences 1698

In 1691 werd hij lid van de Académie française en vanaf 1697 secretaris. Hij verzorgde de wetenschapscommunicatie door een programma van publicaties en ontmoetingen, die de academici verbonden met de saloncultuur. Wetenschappers moesten niet zoals priesters hun mysteries afschermen om indruk te maken op het volk. Éloges des Académiciens (1708 en 1719) wordt beschouwd als zijn meesterwerk. De vader van Émilie du Châtelet liet Fontenelle langskomen om met zijn tienjarige dochter over sterrenkunde te spreken. Hij publiceerde over Isaac Newton en tsaar Peter de Grote. In 1733 publiceerde hij Memoires de l'Académie royale des sciences, waarin hij over experimenten en waarnemingen van de voorafgaande dertig jaar berichtte. Het boek is een belangrijke bron voor studie van de 18e-eeuwse wetenschap.
Fontenelle was een smulpaap en schijnt zijn hele leven lang aardbeien te hebben gegeten. Hij stierf een maand voordat hij honderd zou zijn geworden. Op de maan is een krater naar hem vernoemd.

## Bron
- Radicale Verlichting: hoe radicale Nederlandse denkers het gezicht van onze cultuur voorgoed veranderden, druk 2005, 944 blz., uitgeverij Van Wijnen - Franeker, ISBN 9051942397

## Voetnoten
1. ↑  Ritchie Robertson, The Enlightenment. The Pursuit of Happiness, 1680-1790, 2020, p. 81

- Bibsys: 90267419
- Biblioteca Nacional de España: XX1240621
- Bibliothèque nationale de France: cb119030775 (data)
- Catàleg d'autoritats de noms i títols de Catalunya: 981058512815706706
- CiNii: DA01981949
- Gemeinsame Normdatei: 118639056
- International Standard Name Identifier: 0000 0001 2144 9833
- Library of Congress Control Number: n50023960
- MusicBrainz: 557f978e-c66f-43da-bd2a-90a1650b5eee
- Bibliotheek van het Japanse parlement: 00466588
- Nationale Bibliotheek van Tsjechië: jn19990002342
- Nationale bibliotheek van Australië: 35666197
- Nationale Bibliotheek van Israël: 987007261231805171
- Nationale Bibliotheek van Polen: a0000001243813
- Nationale en Universitaire bibliotheek Zagreb: 000139723
- Nederlandse Thesaurus van Auteursnamen: 069966443
- Réseau des bibliothèques de Suisse occidentale: 02-A000064153
- Istituto Centrale per il Catalogo Unico: CFIV038126
- LIBRIS: 187149
- SNAC: w6sj1qk5
- Système universitaire de documentation: 026868814
- Trove: 1033415
- Union List of Artist Names: 500354027
- Virtual International Authority File: 99744686
- WorldCat: E39PBJthbtwb3mYkVjK9BhcHG3